# صفحة جديدة (البوم)
ألبوم صفحة جديدة 1995 وهو البوم عودة واعتذار من خالد للجماهير عن الاعتزال. وتعاون مع الشاعر عبد الله عبيد البقمي بأغنية بينك وبيني (بلا ميعاد يا ضاميه افراق) والشاعر مجازف باغنية من الفرحة والشاعر فهد السياري باغنية حالمة وابعاد تفكيرك خيال من الحان مساعد العيسى والشاعر بندر الرشود بأغنية صفحة جديدة والشاعرة اثيل باغنية الصد والشاعر محمد العجيمي باغنية حبيب الامس (كتبت الحرف لاجل انسى هموم البارحة واليوم)... وكان لاسم مخاوي الليل المستعار لخالد تواجد باغنية شدوا ويمتهم جنوب عن الديرة.

## التنفيذ والتوزيع الموسيقي
تم تسجيل وتنفيذ العمل بالكامل في استديو دن دون بالكويت واشرف عليها الفنان محمد الرويشد شقيق الفنان عبد الله الرويشد.

## اسباب سحب اغنية يا غايب عني في الطبعة الثالثة
تعاون مع الشاعر ماجد بن عجب الدوسري بأغنية يا غايب عني ترى للبطا لوم وقد كانت الأغنية متوفرة في الطبعة الأولى والثانية للكاسيت وقد سحب خالد عبد الرحمن الأغنية في الطبعة الثالثة لخلافه مع الشاعر ماجد بن عجب حيث قال ماجد ان قصيدتي يا غايبٍ عني هي التي قد ساهمت بنجاح الالبوم ممى حدى بخالد بحذفها.

## أعمال الألبوم
- صفحه جديده.. كلمات بندر الرشود والحان خالد عبد الرحمن
- الصد...كلمات الشاعره شيمه والحان خالد عبد الرحمن
- بينك وبيني... كلمات عبيد البقمي
- شدوا...كلمات مخاوي الليل
- حبيب الامس...
- يا غايب عني..من كلمات الشاعر ماجد بن عجب الدوسري
- من الفرحه..
- حالمه...